# 伶倫
伶倫，亦作泠伦，相傳為黃帝時代的樂官，音律的創作者。中國古典音樂自其作〈咸池〉始有專用樂名。

## 記載
《呂氏春秋》古樂：「昔黃帝令伶倫作為律。伶倫自大夏之西，乃之阮隃之陰，取竹於嶰谿之谷，以生空竅厚鈞者、斷兩節間、其長三寸九分而吹之，以為黃鐘之宮，吹曰『舍少』。次制十二筒，以之阮隃之下，聽鳳皇之鳴，以別十二律。其雄鳴為六，雌鳴亦六，以比黃鐘之宮，適合。黃鐘之宮，皆可以生之，故曰黃鐘之宮，律呂之本。黃帝又命伶倫與榮將鑄十二鐘，以和五音，以施英韶，以仲春之月，乙卯之日，日在奎，始奏之，命之曰咸池。」